# Jason Kubel
Jason James Kubel (né le 25 mai 1982 à Belle Fourche, Dakota du Sud, États-Unis) est un joueur de champ extérieur des Ligues majeures de baseball évoluant pour les Twins du Minnesota.

## Carrière

### Twins du Minnesota
Après des études secondaires à la Highland High School de Palmdale (Californie), Jason Kubel est drafté le 5 juin 2000 par les Twins du Minnesota au douzième tour de sélection. Il passe quatre saisons complètes en Ligues mineures sous les couleurs des Gulf Coast Twins (2000-2001, R), des Quad Cities Swing (2002, A) et des Fort Myers Miracle (2003, A+).
Kubal commence la saison 2004 avec les New Britain Rock Cats (AA), puis passe en Triple-A chez les Rochester Red Wings avant d'être appelé en Ligue majeure le 31 août 2004. Il se blesse durant l'automne 2004 et manque la totalité de la saison 2005.
Il est de retour en Ligue majeure à l'occasion du match d'ouverture de la saison 2006. Après un début de saison décevant, il est affecté aux Rochester Red Wings en Triple-A. Il y reste du 16 avril au 13 juin. Kubel profite alors de la blessure de Shannon Stewart pour retrouver le plus haut niveau. Il opère cette fois avec un certain succès, mais ses genoux douloureux limitent son temps de jeu.
Devenu titulaire en 2007 avec 128 matchs joués pour 418 passages au bâton, Kubel affiche désormais des résultats plus réguliers au bâton : 0,273 en 2007, 0,272 en 2008 et 0,300 en 2009. En 2009, sa fiche comprend également 28 coups de circuit et 103 points produits. Il tape un cycle le 17 avril. Ces performances lui valent de terminer 24e du vote désignant le meilleur joueur de la saison en Ligue américaine.

### Diamondbacks de l'Arizona
En décembre 2011, Kubel signe un contrat de deux ans avec les Diamondbacks de l'Arizona. Il joue les 8 dernières parties de l'année avec Cleveland et termine la saison 2013 avec 5 circuits, 32 points produits et une moyenne au bâton de ,216 en 97 matchs pour les Diamondbacks et les Indians.

### Indians de Cleveland
Kubel est transféré des Diamondbacks aux Indians de Cleveland le 30 août 2013 contre le lanceur Matt Langwell.

### Retour chez les Twins du Minnesota
Le 13 décembre 2013, Kubel signe un contrat des ligues mineures avec la première équipe pour laquelle il avait évolué, les Twins du Minnesota. Ceux-ci pourraient en 2014 l'utiliser comme frappeur désigné.

## Statistiques
| Saison | Équipe    | G   | AB   | R   | H   | 2B  | 3B | HR | RBI | SB | BA   |
| ------ | --------- | --- | ---- | --- | --- | --- | -- | -- | --- | -- | ---- |
| 2004   | Minnesota | 23  | 60   | 10  | 18  | 2   | 0  | 2  | 7   | 1  | .300 |
| 2006   | Minnesota | 73  | 220  | 23  | 53  | 8   | 0  | 8  | 26  | 2  | .241 |
| 2007   | Minnesota | 128 | 418  | 49  | 114 | 31  | 2  | 13 | 65  | 5  | .273 |
| 2008   | Minnesota | 141 | 463  | 74  | 126 | 22  | 5  | 20 | 78  | 0  | .272 |
| 2009   | Minnesota | 146 | 514  | 73  | 154 | 35  | 2  | 28 | 103 | 1  | .300 |
| 2010   | Minnesota | 143 | 518  | 68  | 129 | 23  | 3  | 21 | 92  | 0  | .249 |
| Totaux | Totaux    | 654 | 2193 | 297 | 594 | 121 | 12 | 92 | 371 | 9  | .271 |

| Saison | Équipe    | G | AB | R | H | 2B | 3B | HR | RBI | SB | BA   |
| ------ | --------- | - | -- | - | - | -- | -- | -- | --- | -- | ---- |
| 2004   | Minnesota | 2 | 7  | 0 | 1 | 1  | 0  | 0  | 0   | 0  | .143 |
| 2009   | Minnesota | 3 | 14 | 0 | 1 | 0  | 0  | 0  | 0   | 0  | .071 |
| 2010   | Minnesota | 3 | 8  | 0 | 0 | 0  | 0  | 0  | 0   | 0  | .000 |
| Totaux | Totaux    | 8 | 29 | 0 | 2 | 1  | 0  | 0  | 0   | 0  | .069 |

Note : G = Matches joués ; AB = Passages au bâton; R = Points ; H = Coups sûrs ; 2B = Doubles ; 3B = Triples ; 
HR = Coup de circuit ; RBI = Points produits ; SB = Buts volés ; BA = Moyenne au bâton.